# Фатсия
Фатсия (Fatsia) е малък род от три вида вечнозелени храсти от сем. Бръшлянови (Araliaceae). Произхожда от южна Япония и Тайван.

## Етимология
Името Fatsi произлиза от остарял японски и в превод означава „осем“, позовавайки се на 8 броя листа. В Япония вида Fatsia japonica е известен като „yatsude“, което означава „осем пръста“. Името „японска аралия“, което се ползва за Fatsia japonica в Япония произлиза от по-ранно класифициране в рода Aralia.

## Описание
Фатсията е малък храст, който в естествена среда достига до 6 метра височина. Често се отглежда в домашни условия, заради декоративната си стойност, където достига 1,5 метра височина.
Фатцията обикновено има здрави, слабо разклонени стъбла, носещи спирално-подредени, жилави яркозелени широки 20-50 cm листа, на дръжка с дължина до 50 cm.
Цветовете са дребни и нямат декоративна стойност. Цъфти с малки кремаво-бели цветове в гъсти терминални комбинирани сенници в края на есента или в началото на зимата, последвано от малка черна плодове.

## Видове
Родът е представен от три вида:
- Fatsia japonica (родом от Япония)
  - Fatshedera lizei e изкуствено създаден стерилен вид между Fatsia japonica и Hedera hibernica
- Fatsia oligocarpella (от Япония)
- Fatsia polycarpa (от Тайван)

## Галерия
- Листо на Fatsia japonica
- Близък план на цветен сенник
- Представител на Fatsia japonica
- Представител на хибрида Fatshedera lizei